# Hygrolycosa umidicola
Hygrolycosa umidicola là một loài nhện trong họ Lycosidae.
Loài này thuộc chi Hygrolycosa. Hygrolycosa umidicola được Hozumi Tanaka miêu tả năm 1978.